# Gentiana newberryi
Gentiana newberryi es una especie del género gentiana perteneciente a la familia de las gentianáceas, conocida con el nombre común de  alpine gentian y Newberry's gentian. 

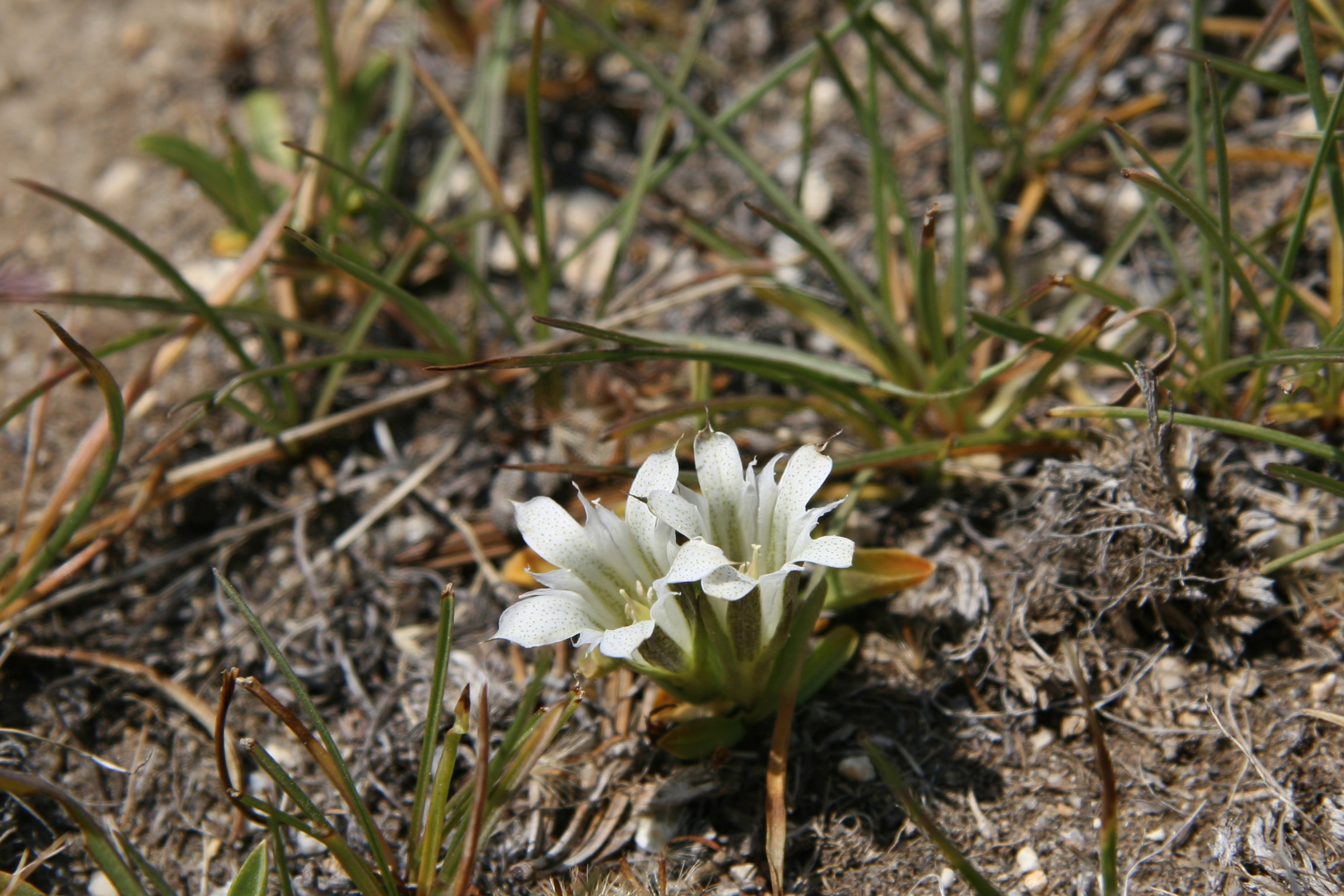
En su hábitat

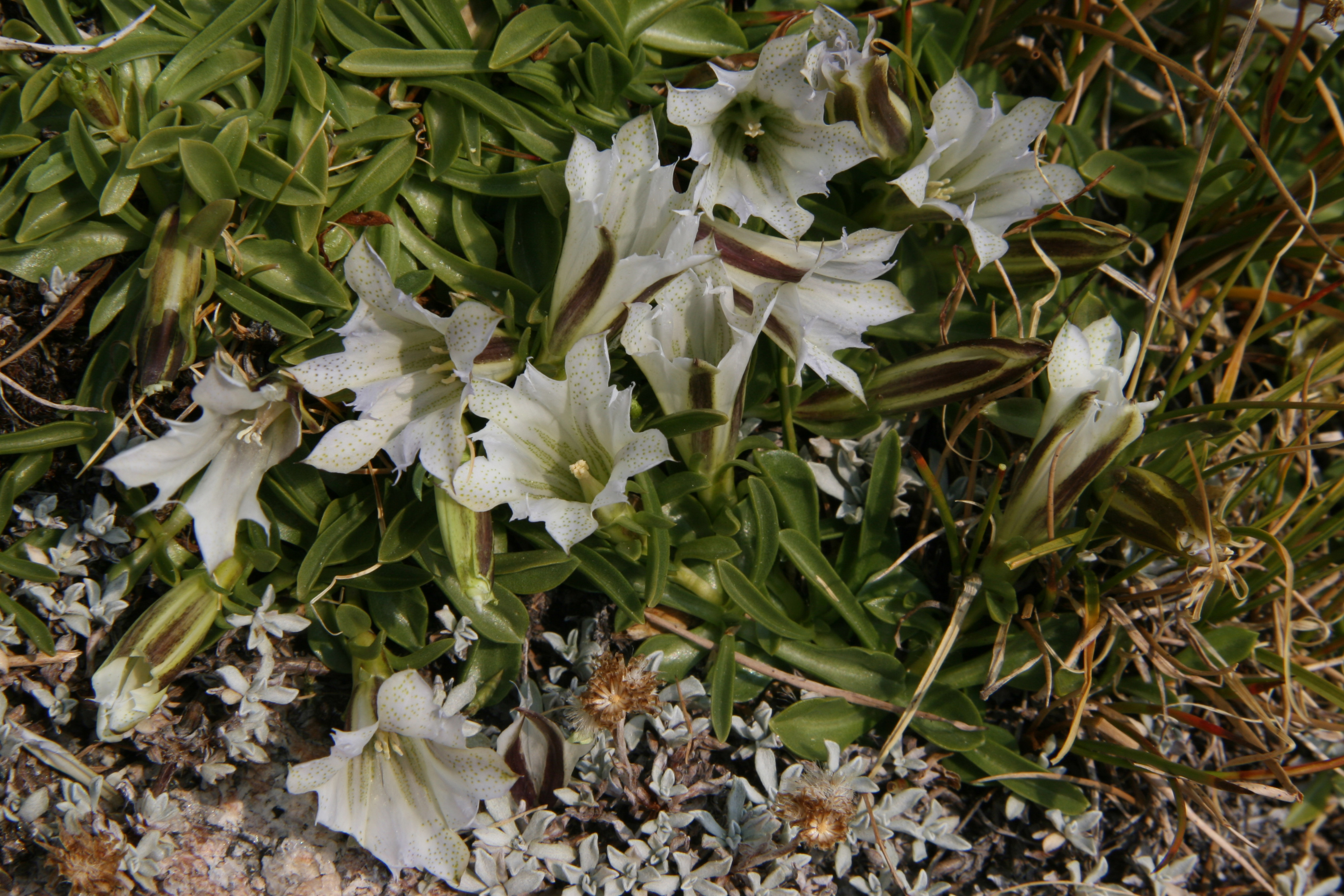
Vista de la planta

## Distribución y hábitat
Es originaria de las altas montañas de California y Oregón, y su hábitat se extiende hasta  Nevada. 

## Descripción
Es una pequeña planta herbácea perenne que crece con tallos cortos que se encuentran en el suelo o reptando en la hierba . Las hojas son curvas en forma de lanza con forma de cuchara . El follaje es verde y puede tener coloración púrpura en los bordes y puntas . Las flores son solitarias o vienen en inflorescencias. Cada flor tiene forma de trompeta y hasta 5 o 6 centímetros de largo por 3 centímetros de ancho en la boca. Los lóbulos de la corola de las flores son redondeados a ligeramente puntiagudos . La superficie exterior de la flor es, en su mayoría, de color blanco con rayas violeta oscuro . La superficie interna puede ser ligeramente rayado de color verdoso o amarillento, y pecosa con un color similar. El fruto es una cápsula que contiene semillas aladas.

## Taxonomía
Gentiana newberryi fue descrita por  Asa Gray y publicado en Proceedings of the American Academy of Arts and Sciences 11: 84. 1876.
Etimología
Gentiana: Según Plinio el Viejo y Dioscórides, su nombre deriva del de Gentio, rey de Iliria en el siglo II a. C., a quien se atribuía el descubrimiento del valor curativo de la Gentiana lutea. El Banco de Albania ha recogido esta tradición: la Gentiana lutea está representada en el reverso del billete de 2000 lekë albaneses, emitido en 2008, en cuyo anverso figura el rey Gentio.
newberryi: epíteto
Sinonimia
- Dasystephana newberryi (A.Gray) Arthur
- Gentiana calycosa A.Gray
- Pneumonanthe newberryi (A. Gray) Greene	[5]